# پال برندی
پال برندی (مجاری: Pál Berendy; ۳۰ نوامبر ۱۹۳۲ – ۴ سپتامبر ۲۰۱۹) بازیکن فوتبال اهل مجارستان بود.
از باشگاه‌هایی که در آن بازی کرده‌است می‌توان به باشگاه ورزشی واشاش اشاره کرد.
وی همچنین در تیم ملی فوتبال مجارستان بازی کرده‌است.